# 함안 마갑총 출토 말갑옷 및 고리자루 큰 칼
함안 마갑총 출토 말갑옷 및 고리자루 큰 칼(咸安 馬甲塚 出土 馬甲 및 環頭大刀)은 5세기경 아라가야에서 제작하여 사용한 무기병기류이다. 대한민국 경상남도 김해시 국립김해박물관에 있는2019년 12월 26일 대한민국의 보물 제2041호로 지정되었다.

## 개요
함안 마갑총은 1992년 국립가야문화재연구소에서 조사한 고분으로, 목곽분 발굴 중 말갑옷 1점과 고리자루 큰 칼 1점이 출토되었다. 이 두 유물은 출토지가 분명하고, 함께 출토된 여러 유물들을 통해 5세기 아라가야에서 제작하여 사용한 것으로 확인되었다. 특히 철제 말갑옷은 말머리를 가리는 투구, 목과 가슴을 가리는 경흉갑(頸胸甲, 목가슴드리개), 말의 몸을 가리는 신갑(身甲)이 거의 원형 그대로 보존되었다. 말갑옷은 그동안 여러 가야 고분에서 발견된 적이 있으나 원형을 파악할 수 있을 정도로 보존된 사례가 거의 없다는 점에서 희귀성이 있다. 
말갑 옷과 고리자루 큰 칼[환두대도(環頭大刀)] 모두 피장자의 좌우에 매장되었던 것으로 가야시대 매장문화를 이해하는 데 도움이 된다. 철을 단조하거나 철제 위에 상감(象嵌)과 타출(打出) 기법을 사용한 것으로 보아 가야인들의 철 조련 및 공예기법 수준, 조형적 감각을 동시에 엿볼 수 있어 예술적․기술적 가치도 탁월하다. 
'함안 마갑총 출토 말갑옷과 고리자루 큰 칼'은 동북아시아에서 철제 무구와 중장기병 전술이 확산되는 양상과 높은 수준의 철기 제작기술이 개발되고 교류된 양상을 집약적으로 보여준다는 점, 유물의 희소성과 완전성 등에서 역사적․학술적․기술사적으로 중요한 유물이다.

## 같이 보기
- 함안 마갑총